# Menkerot Dorsa
I Menkerot Dorsa sono una struttura geologica della superficie di Venere.